# خدای جنگ (مجموعه تلویزیونی کره جنوبی)
خدای جنگ (انگلیسی: God of War; کره‌ای: 무신) همچنین با نام شوالیه کی نیز شناخته می‌شود، یک مجموعه تلویزیونی کره جنوبی سال ۲۰۱۲ با بازی کیم جو-هیوک در نقش کیم جون است که دربارهٔ آن در گوریوسا نوشته شده‌است. این مجموعه از ۱۱ فوریه تا ۱۵ سپتامبر ۲۰۱۲ روزهای شنبه و یکشنبه ساعت ۲۰:۴۰ (کی‌اس‌تی) از ام‌بی‌سی برای ۵۶ قسمت پخش شد.